# 부정한 여인
《부정한 여인》(The Unfaithful Wife, La Femme Infidele)은 이탈리아에서 제작된 끌로드 샤브롤 감독의 1969년 드라마, 스릴러 영화이다. 스테판 오드랑 등이 주연으로 출연하였고 안드레 제노브즈 등이 제작에 참여하였다. 이 영화의 관람객 수는 프랑스에서 682,295명이었다.

## 출연

### 주연
- 스테판 오드랑
- 미셀 부케
- 미첼 듀차우소이

### 조연
- 모리스 로네
- 루이즈 슈발리에
- 앙리 마르토
- 가이 말리
- 도미니크 자르디
- 헨리 아탈

## 기타
- 의상: 모리스 알브레이